# Pietro Gambadilegno
Pietro Gambadilegno (Pete, chiamato anche Peg Leg Pete, Big Bad Pete o Black Pete) è un personaggio immaginario dei fumetti e dei cartoni animati creato nel 1925 da Walt Disney e Ub Iwerks. È un personaggio della Walt Disney Company e spesso appare come arci-nemico e antagonista principale di Topolino; è il più antico personaggio Disney ancora utilizzato, avendo debuttato nel 1925, tre anni prima di Topolino, nel cartone animato Alice Solves the Puzzle. È apparso come protagonista o comprimario in centinaia di storie a fumetti realizzate in vari paesi del mondo, e in più di 40 cortometraggi animati tra il 1925 e il 1954.

## Caratterizzazione
In origine era un orso antropomorfo, ma con l'aggiunta di Topolino è stato caratterizzato come un gatto nero antropomorfo e obeso. È fidanzato con Trudy dal 1960, mentre nella serie animata Ecco Pippo è sposato con Peg e ha due figli, PJ e Carabina; qui è un padre burbero ma non cattivo, vive accanto a Pippo e possiede una concessionaria di auto usate. È il principale nemico di Topolino e fa sempre tutto il possibile per eliminarlo. Pietro viene spesso scelto per la parte del cattivo, ma ha dimostrato grande versatilità nei ruoli, spaziando da criminali spietati, a figure autoritarie legittime, a dispettoso piantagrane, fino a essere lui stesso vittima di dispetti. Le sue attività si estendono oltre i confini di Topolinia (dove risiede) e Paperopoli. Oltre a Topolino, è entrato in conflitto anche con altri personaggi famosi, come Paperino e Paperon de Paperoni, ed è quasi sempre un bersaglio facile per il commissario Basettoni. 
È raffigurato come un grande imbroglione e capace di molte azioni illegali, ma non ha mai un successo duraturo e in alcune scene interpreta un personaggio simpatico, mantenendo sempre la sua personalità intimidatoria di fondo. Facendo spesso affidamento sulla forza bruta, Pietro può a volte essere irascibile, maldestro e incompetente, sebbene si sia dimostrato a volte piuttosto astuto, ingannevole, manipolatore e intelligente nella maggior parte delle incarnazioni. Tuttavia, questo non gli ha mai impedito di imbrogliare la gente, sebbene venga sventato solo da un personaggio eroico.

## Genesi e apparizioni cinematografiche

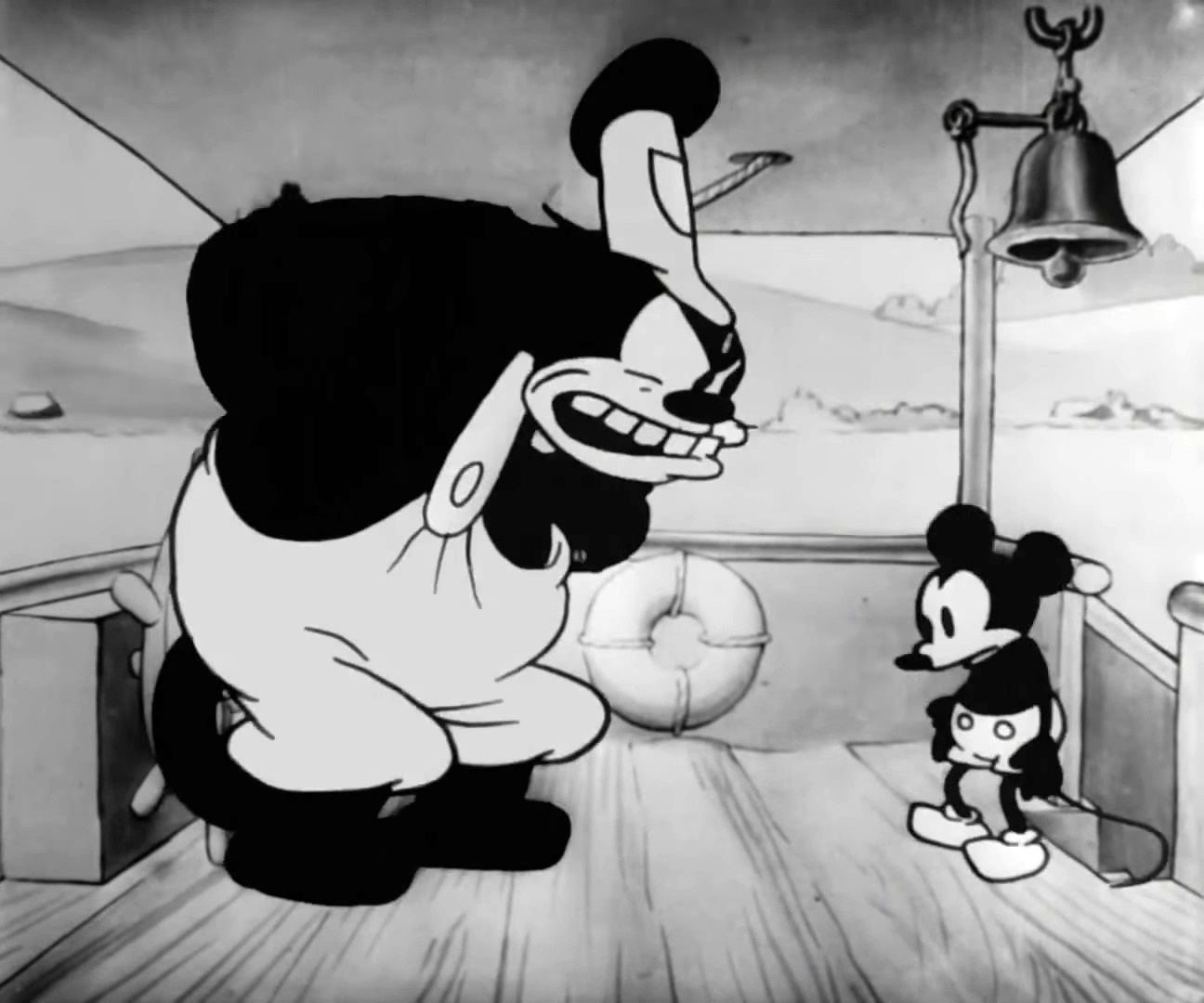
Gambadilegno nel famoso cortometraggio Steamboat Willie (1928).

In origine era un orso antropomorfo, ma con l'avvento di Topolino nel 1928, e il suo riutilizzo come antagonista di quest'ultimo, venne ridefinito come un gatto antropomorfo (in contrasto con il topo). L'archetipo del personaggio si può incontrare in alcuni episodi della serie di cortometraggi animati di Alice's comedies e di Oswald il coniglio fortunato, nei quali compare un personaggio negativo di nome Bootleg Pete: si tratta di un grosso animale antropomorfo (più simile a un orso che a un gatto) con la gamba di legno e un cappello da cowboy.
Nel 1927 Ub Iwerks realizza uno schizzo concettuale di un nuovo antagonista dal nome provvisorio Putrid Pete: nelle idee iniziali, questo personaggio è un grosso ratto che del vecchio Pete recupera solo la gamba di legno e, in parte, il nome. Il risultato però sarà una continua oscillazione tra l'orso originario e il gatto, già con il cortometraggio Steamboat Willie del 1928, a partire dal quale viene provvisoriamente rinominato Terrible Tom visto che ai gatti si era soliti assegnare il nome "Tom"; per l'antagonismo nei confronti di Topolino è chiaro che in qualche modo si tratta comunque di Gambadilegno, ma le fattezze sono ancora molto diverse da quelle che conosciamo e la caratterizzazione cambia in continuazione.
Bisogna attendere il cortometraggio del 1930 Topolino vince il bandito per vedere debuttare a tutti gli effetti Pietro, per il quale viene ripristinato l'antico nome di Pete e recuperata anche l'iconica gamba lignea, in occasione di un cortometraggio che lo vede agire come criminale nel vecchio west; inoltre, assume definitivamente le fattezze di un grosso gatto sovrappeso. Anche se il personaggio fu originariamente raffigurato come un fuorilegge, è stato impiegato anche per ricoprire altri ruoli, soprattutto se si considera che, a differenza dei fumetti, al cinema Pietro non assunse mai un'identità ben definita, vestendo i panni del "nemico di Topolino" sia che ci si trovasse nel freddo Klondike, nell'assolata Arabia o a Topolinia, come spietato accalappiacani all'inseguimento di Pluto. In Topolino e i pirati (1934) la sua personalità viene arricchita assumendo i toni di un criminale istrionico e presuntuoso, e i connotati facciali diventano quelli che oggi conosciamo grazie al tipico mento voluminoso.
Il personaggio è apparso in più di 40 cortometraggi animati tra il 1925 e il 1954, dalla serie Alice Comedies e dai cartoni animati di Oswald il coniglio fortunato fino alle serie animate di Mickey Mouse, Donald Duck e Goofy; l'ultima apparizione del personaggio in questo primo periodo fu in Il bandito dell'albero solitario (1954), terzo e ultimo corto della serie Chip an' Dale. Successivamente è apparso anche nei film Canto di Natale di Topolino (1983), Il principe e il povero (1990), Topolino, Paperino, Pippo: I tre moschettieri (2004) e Tutti in scena! (2013). A partire dal 1935, venendo meno il ruolo di Topolino come protagonista, Pietro continuò a essere utilizzato ma con una libertà ancora maggiore, diventando un generico Pete nei corti di Paperino, Pippo o Topolino con Pluto: da criminale incallito (Il bandito dell'albero solitario, 1954) a sceriffo (Giorno di trasloco, 1936), a generale dell'esercito (Paperino sotto le armi, 1942), a controllore del treno (Pluto viaggiatore clandestino, 1940); da prepotente vicino (Trombone scocciatore del 1944) a rude boscaiolo (Paperino boscaiolo del 1941); in alcune occasioni è anche stato un personaggio positivo, seppur buffo (L'ora della sinfonia del 1942 o Pippo detective del 1952).

## Storia editoriale
- Nel 1930, più o meno in contemporanea con il corto succitato Topolino vince il bandito il personaggio esordisce anche nei fumetti nella storia Topolino nella valle infernale, nella quale fa la sua comparsa anche l'Avvocato Lupo, che è un ratto antropomorfo. Inizialmente Gambadilegno svolge il ruolo di spalla manesca ma tonta di Lupo, successivamente, pur collaborando occasionalmente con altri criminali quali Lupo o Eli Squick, comincia a commettere crimini in solitaria escogitando piani finanche ingegnosi. In linea con il cambiamento al cinema, il suo primo ruolo da furfante "autonomo" è anche quello in cui si definisce meglio la sua personalità, nella storia del 1934 Topolino contro il pirata e contrabbandiere Gambadilegno[3], in cui appare per la prima volta sovrappeso e caratterizzato da una certa supponenza e arroganza che ne fanno un villain a 360 gradi. Ancora più corpulento e minaccioso, assumerà il ruolo del vero e proprio gangster mafioso nella celebre Topolino giornalista (1935), in cui sembra ormai in grado di manovrare tutta Topolinia attraverso una complessa rete di corruzione. In Topolino e il mistero dell'uomo nuvola (1936-37) è per la prima volta una spia, interessata ad appropriarsi di pericolose formule da rivendere a potenze straniere nell'ottica di tensione che prefigura il futuro conflitto mondiale.

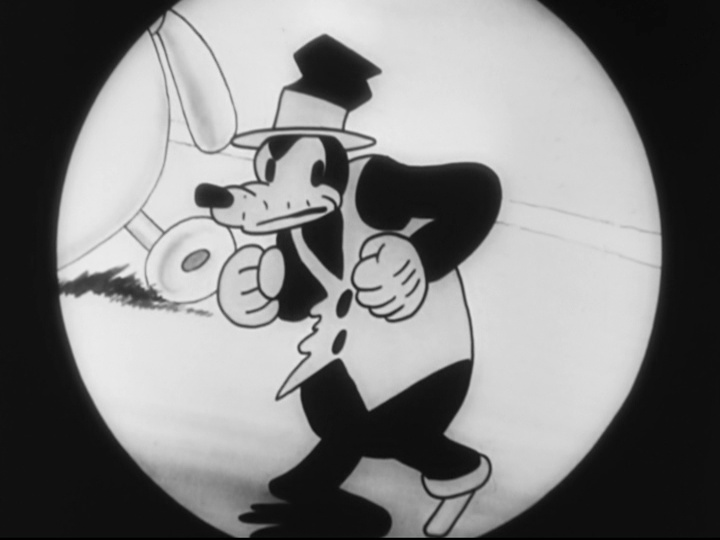

Dal suo esordio e per circa 11 anni, il personaggio è rappresentato con una gamba di legno che scompare, salvo occasionali sporadiche riapparizioni, a partire dalla storia di Floyd Gottfredson Topolino boscaiolo (1941), dove Gambadilegno spiega di aver sostituito la gamba con un nuovo modello di protesi nascosta dai pantaloni e dalla scarpa. Il motivo per cui la gamba di legno fu rimossa fu il seguente:
(Floyd Gottfredson, cfr.  Alberto Becattini, Topolino e il boscaiolo, in Lidia Cannatella, Alberto Becattini e Luca Boschi (a cura di), Gli anni d'oro di Topolino, n. 5, Milano, RCS MediaGroup, 19 aprile 2010,  pp. 95-96, ISSN 1824-56920.)
La gamba di legno, in ogni caso, non scomparve definitivamente dalle strisce di Gottfredson, in quanto ricompare in Topolino e l'onestà di Gambadilegno (1947), Topolino e lo strano potere di Pflip (1948-49) e Topolino e l'isola Neraperla (1952), ultima apparizione del personaggio nelle strisce di Gottfredson. Nelle prime storie di produzione italiana, tra la fine degli anni quaranta e l'inizio degli anni cinquanta, il personaggio continuava a essere raffigurato con la gamba di legno, che scomparve solo in seguito. In due storie di Romano Scarpa, Topolino e il mistero di Tapioco VI (1956) e Topolino e la dimensione Delta (1959), nel corso di un combattimento con Topolino il personaggio rimane parzialmente o completamente scalzo, rivelando la vecchia protesi. Ancora oggi in alcune storie al personaggio viene riconcessa la gamba di legno, spesso in storie ambientate in tempi antichi o semplicemente dove indossa la protesi gambale con scarpa. Non è insolito ancora oggi che la posizione della finta gamba venga invertita. Non essendo più rappresentato con la gamba di legno (in inglese pegleg), negli albi a fumetti editi dalla Western Publishing il nome originale del personaggio mutò da Pegleg Pete a Black Pete mentre nelle strisce di Gottfredson non si era avuto alcun cambiamento di nome. In Italia, invece, continuò a chiamarsi Gambadilegno.
Nel periodo di Walsh (1943-1955) l'uso di Pietro nelle strisce cala, ma nei suoi sporadici ruoli si rivela comunque più pericoloso che mai: in alcune storie riveste il ruolo di spia al soldo di nazioni estere e dunque di traditore della patria, come in Topolino nella seconda guerra mondiale (1943) in cui Pietro è una spia nazista, mentre in Eta Beta e il tesoro di Mook (1950) è al servizio di una superpotenza estera che sembrerebbe corrispondere all'Unione Sovietica (in una striscia viene persino raffigurata la cortina di ferro). Memorabile poi il suo folle piano di conquista del pianeta (il primo di tanti) in Topolino e le meraviglie del domani (1944). Nelle storie di Gottfredson Gambadilegno odia profondamente Topolino, avendo accumulato, secondo una verosimile continuity tra le avventure, una sconfitta dietro l'altra a causa sua, e in più occasioni tenta di ucciderlo. In alcuni frangenti, come nel Pirata e contrabbandiere Gambadilegno, ha mostrato un certo interesse sentimentale, non ricambiato, per Minni, tentando invano di costringerla a sposarlo. Nelle storie edite dalla Western Publishing e disegnate per lo più da Paul Murry, Gambadilegno è il nemico principale di Topolino; il personaggio è dotato di due spalle, Sgrinfia e Ciccia, ed è spesso vestito da capitano di nave.

### Edizioni estere del personaggio

#### Italia
Gli autori di fumetti della Disney Italia hanno creato per Gambadilegno numerosi personaggi comprimari:
- Convive con Trudy, simile a lui nelle stesse fattezze fisiche ma di colore arancione e non nero. Trudy è una creazione originale di Romano Scarpa del 1960. Spesso vive in una casa "quasi" normale (l'arredamento rispecchia le tendenze malavitose dei suoi occupanti) e in alcune storie sembra vivere in quello che potrebbe essere un distributore di benzina abbandonato e malmesso.
- Plottigat è un cugino di Gambadilegno, scienziato malvagio che mette le sue invenzioni a disposizione di Gambadilegno per i loro loschi fini. È stato creato nel 1977 da Romano Scarpa e ripreso saltuariamente da altri autori, soprattutto italiani.
- Ha due nipotini, Pierino e Pieretto, dispettosi e combina guai, che non riescono mai a fare niente di buono (proprio come il loro zio): appaiono per la prima volta nel 1991[6] e diventano negli anni successivi personaggi ricorrenti. Questo non impedisce ad altri autori di creare saltuariamente altri "nipoti", magari per utilizzarli in una sola storia e poi abbandonarli: un esempio è il nipote Pit, che sotto l'apparenza di un onesto genio informatico nasconde una mente criminale più diabolica di quella dello zio.[7]
- Nella saga "Il Signore dei cerchi" si scopre che Pietro è discendente di un ladro inglese, deportato in America (Stoneleg). Nella storia del 1994 Topolino e il diario segreto di zia Topolinda appare sua nonna unica persona onesta della famiglia. Gambadilegno le vuole molto bene e in sua presenza evita di commettere qualsiasi cattiva azione.

Nonostante rimanga un criminale rozzo e violento, Gambadilegno si è addolcito con il tempo. Nelle prime storie era spietato e privo di scrupoli, e aveva tentato più volte di uccidere Topolino. In molte storie pubblicate recentemente lui e Topolino, pur rimanendo nemici (in quanto dalla parte opposta della legge), si sono aiutati a vicenda nei momenti di bisogno. Ad esempio nella storia del 1995 Gambadilegno e il rapimento di Topolino è proprio Gambadilegno a salvarlo dal rapimento da parte dei rapinatori su commissione Gusper e Gasper. Nella storia Topolino e il fiume del tempo, dove si ripercorre l'epopea dello Steamboat Willie (il battello dal quale è cominciato tutto), Gambadilegno e Topolino collaborano per ritrovarlo per tutta la storia e fanno una riflessione sul loro rapporto arrivando alla conclusione che avrebbero potuto essere grandi amici. D'altra parte Gambadilegno non sembra rubare per cattiveria, per lui e la comunità criminale di Topolinia il furto è un lavoro come gli altri nonché una tradizione di famiglia. Inoltre sempre più spesso Pietro è protagonista di alcune storie e non più semplice antagonista di Topolino.
In altre storie italiane recenti, come quelle di Casty, Gambadilegno torna a essere tratteggiato come un pericoloso criminale megalomane che non esita ad attentare alla vita di Topolino se quest'ultimo tenta di intralciare i suoi piani.

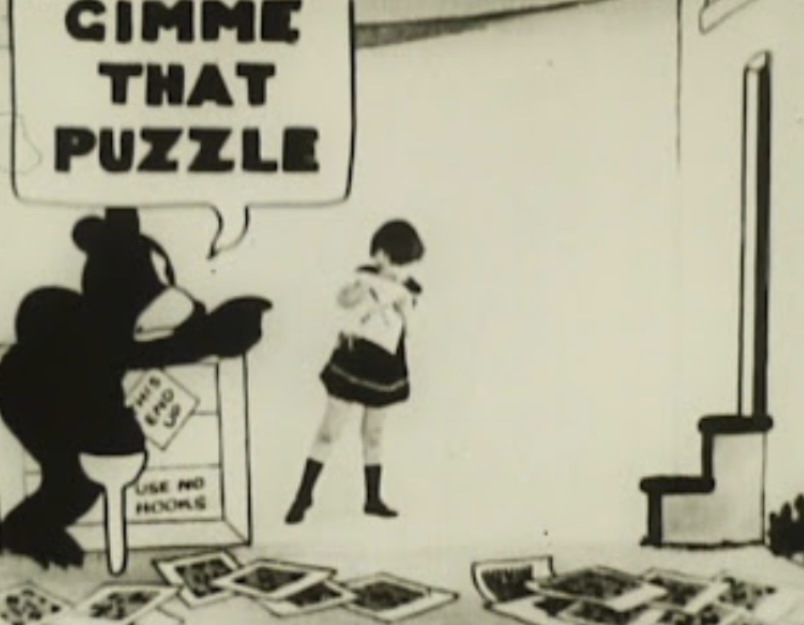

## Altri media

### Televisione
Ha fatto diverse apparizioni in televisione come nella serie Ecco Pippo! (1992-1993), dove gli venne data più continuità e dove ha una famiglia e un lavoro regolare come venditore di auto usate; appare anche in House of Mouse - Il Topoclub (2001-2003) come l'avido e crudele proprietario che cerca sempre modi subdoli e scappatoie per far chiudere il club. Nella serie televisiva statunitense a cartoni animati Ecco Pippo! ma anche nei lungometraggi In viaggio con Pippo ed Estremamente Pippo, ambientati nella stessa continuity, il personaggio viene sempre chiamato semplicemente Pietro (Pete) e mai Gambadilegno; appare qui molto imborghesito e non più nei panni del criminale, anche se nel suo mestiere di venditore d'automobili i suoi metodi rasentano talvolta la disonestà; in questa versione è anche un personaggio particolarmente sfortunato; ha una moglie, Peg, snella e autoritaria, un figlio timido e piuttosto bonaccione, Pete Junior, detto semplicemente PJ, e una figlia rompiscatole, Carabina (Pistol); ha anche un cane, di nome Tigre (Chainsaw). Fin dall'inizio della serie odia visceralmente Pippo e cerca inutilmente di cacciarlo dalla casa dove si è trasferito, che si trova vicino alla sua, e su cui vuole costruire una riserva di pesca personale. Nonostante la sua avversione per Pippo, finirà inevitabilmente per essere coinvolto nelle sue bizzarre avventure, durante le quali riuscirà anche a superare l'antipatia che prova nei suoi confronti e a considerarlo come un amico. Pietro soffre, in questa serie, di una visibile nevrosi causata dalla vicinanza di Pippo. Inoltre compare anche in altre serie: DuckTales - Avventure di paperi, Mickey Mouse Works e in House of Mouse - Il Topoclub come il proprietario del club che tenta di sbarazzarsi di Topolino e gli altri, ma senza successo; in La casa di Topolino, non è cattivo, ma a volte attacca briga per ostacolarlo; in questa serie Pietro ha anche, solo in alcuni episodi, un cane di nome Buck, molto simile al cane rivale in amore di Pluto in alcuni cartoni degli anni 70. È anche uno dei personaggi principali visti nel calderone di C'era una volta Halloween.

#### Doppiaggio
Gambadilegno è stato doppiato in italiano dal 1993 fino al 2010 da Massimo Corvo, il quale sostiene che doppiarlo sia stata una gran fatica, poiché il personaggio è sempre arrabbiato, e che l'esperienza abbia contribuito a modificargli la voce. A partire dalla terza stagione de La casa di Topolino fino alla prima stagione de Il meraviglioso mondo di Topolino, Pietro è stato doppiato da Angelo Nicotra, mentre dallo speciale televisivo Topolino - Il racconto delle due streghe, il personaggio è doppiato da Paolo Marchese.